# The Desert Man
The Desert Man è un film muto del 1917 diretto da William S. Hart con la supervisione di Thomas H. Ince.

## Produzione
Il film fu prodotto dalla Kay-Bee Pictures e dalla New York Motion Picture con un budget di 29.835 dollari.

## Distribuzione
Distribuito dalla Triangle Distributing, il film uscì nelle sale cinematografiche degli Stati Uniti il 22 aprile 1917. In Danimarca fu distribuito il 30 dicembre 1918 con il titolo Manden uden Fædreland.
Non si conoscono copie complete della pellicola considerata presumibilmente perduta di cui esistono ancora soltanto alcuni frammenti inseriti nel film The Saga of William S. Hart prodotto dalla Blackhawk Films.